# Quận Stonewall, Texas
Quận Stonewall (tiếng Anh: Stonewall County) là một quận trong tiểu bang Texas, Hoa Kỳ. Quận lỵ đóng ở thành phố Aspermont6. Theo kết quả điều tra dân số năm  2000 của Cục điều tra dân số Hoa Kỳ, quận có dân số 1693 người.